# 270-е годы до н. э.
270-е (две́сти семидеся́тые) го́ды до на́шей э́ры по пролептическому юлианскому календарю — промежуток времени с 1 января 279 года до н. э. по 31 декабря 270 года до н. э., включающий с 279 по 271 годы 3-го десятилетия  и 270 год 4-го десятилетия III века 1-го тысячелетия до н. э. Им предшествовали 280-е годы до н. э., за ними следовали 260-е годы до н. э. Они закончились 2295 лет назад.

## Важнейшие события
- Пиррова война (280—275 годы до н. э.). Битва при Аускуле (279 до н. э.).
- Первая Сирийская война (274—271 до н. э.) между государством Птолемеев в Египте и государством Селевкидов.
- Период Сражающихся царств в Китае (традиционно включается в династию Восточная Чжоу. В 278 до н. э. царство Цинь атаковало царство Чу и заняло его столицу город Ин[англ.], царь Чу переместился в Шоучунь.
- Империя Маурьев Индии, правление Биндусары (298 по 272 до н. э.) и Ашоки (273 по 232 до н. э.).
- Государство Калинга в восточной Индии (в 260 до н. э. было завоёвано Ашокой).